# Péter Rózsás
Péter Rózsás (Budapest, 1943 – 4 de diciembre de 2024) fue un jugador de tenis de mesa húngaro.

## Carrera
A nivel de copa mundial ganó la medalla de bronce en la modalidad por equipos en 1961 junto a László Földy, Miklós Péterfy y Ferenc Sidó.
A nivel de competiciones europeas fue campeón en 1972 en la modalidad de dobles en Rotterdam, ganó medalla de oro en la modalidad de dobles mixtos en 1964 en Malmo y a nivel juvenil fue finalista en individual, en dobles y campeón por equipos en 1959.